# Ween
Ween é uma banda de rock alternativo estadunidense formada em New Hope, em 1984 por Aaron Freeman e Mickey Melchiondo, mais conhecidos pelos seus nomes artísticos, Gene Ween e Dean Ween.
Enquanto Ween é geralmente classificado como uma banda de rock alternativo e de rock experimental, eles são conhecidos por seu catálogo altamente eclético de músicas inspiradas no funk, soul, country, gospel, rock progressivo, R&B, heavy metal, punk rock entre outras. Após 28 anos, Freeman deixou a banda em 2012, citando a necessidade de se concentrar em seus problemas de dependência de álcool e drogas.
Em novembro de 2015, Ween anunciou uma reunião chamada The Ocean Man Reunion Tour, para três shows no Colorado em fevereiro de 2016, com datas posteriormente anunciadas.

## Integrantes

### Integrantes principais
- Dean Ween (Mickey Melchiondo) – vocal e guitarra rítmica (1984–2012, 2015–presente)
- Gene Ween (Aaron Freeman) — vocal de apoio e guitarra rítmica, (1984–2012, 2015–presente)

### Outros integrantes
- Dave Dreiwitz — baixo (1997–2012, 2015–presente)
- Claude Coleman — bateria (1994–2012, 2015–presente)
- Glenn McClelland — teclado (1994–2012, 2015–presente)

### Ex-integrantes
- Andrew Weiss — produtor (1989–2007) baixo (1989–1995)

## Discografia
O Ween lançaram nove álbuns de estúdio, sete álbuns ao vivo, duas coletâneas, oito EPs e diversos singles, além de servir para a trilha sonora de diversos filmes e séries de televisão, como The SpongeBob SquarePants Movie e Beavis and Butt-Head.

### Álbuns de estúdio
- 1990 : GodWeenSatan: The Oneness
- 1991 : The Pod
- 1992 : Pure Guava
- 1994 : Chocolate and Cheese
- 1996 : 12 Golden Country Greats
- 1997 : The Mollusk
- 2000 : White Pepper
- 2003 : Quebec
- 2007 : La Cucaracha

### Álbuns ao vivo
- 1999 : Paintin' the Town Brown: Ween Live 1990–1998
- 2001 : Live In Toronto Canada
- 2002 : Live at Stubb's 7/2000
- 2003 : All Request Live
- 2004 : Live in Chicago
- 2008 : At The Cat's Cradle, 1992
- 2016 : GodWeenSatan Live

### Coletâneas
- 1999 : Craters of the Sac
- 2005 : Shinola, Vol. 1

### EPs
- 1992 : Sky Cruiser EP
- 1994 : I Can't Put My Finger On It EP
- 1994 : Freedom of '76 EP
- 1994 : Voodoo Lady EP
- 1996 : Piss Up a Rope/You Were the Fool EP
- 2000 : Stay Forever Promo EP
- 2000 : Stay Forever Red Vinyl EP
- 2007 : The Friends EP